# مانويل مانتيلا
مانويل مانتيلا (مواليد 25 سبتمبر 1973) هو ملاكم كوبي، مثّل بلاده في الألعاب الأولمبية الصيفية 2000.

## روابط خارجية
مانويل مانتيلا على موقع أوليمبيديا (الإنجليزية)